# IBM 4764
L'IBM 4764 è un coprocessore crittografico ad alta sicurezza e a prova di intrusione, successore dell'IBM 4758.
A bordo della scheda si trova un vero e proprio computer HSM (Hardware Security Module) annegato in uno strato di resina epossidica e protetto da una struttura metallica. L'HSM è certificato secondo gli standard di sicurezza FIPS 140-2 Level 4.
La scheda, disponibile in formato PCI-X, è supportata su tutte le piattaforme server IBM, ossia:
- System x (x86, Windows e Linux);
- System p (POWER, AIX);
- System i (AS/400);
- System z (mainframe, z/OS).[1]

La scheda trova applicazioni in tutti gli ambiti in cui sia richiesta l'erogazione di servizi protetti da un solido livello di crittografia, quali transazioni di compensazione bancaria, pagamenti tramite codice PIN, carte di credito contactless e più in generale tutto ciò che richieda crittografia con chiave simmetrica, chiave pubblica o algoritmi di hashing.
Nel maggio 2011 l'IBM 4764 è stato sostituito dall'IBM 4765, disponibile nella più moderna versione PCI-e compatibile con i nuovi System x. In ambito mainframe è stato sostituito dal Crypto Express3 a novembre 2009, mentre sui sistemi POWER è stato rimpiazzati dai modelli 4807/4808/4809 nell'aprile 2010. La chiusura delle vendite per il modello 4764 è avvenuta a fine dicembre 2011.